# FK 올림피크 사라예보
FK 올림피크 사라예보(Fudbalski Klub Olimpik Sarajevo)는 사라예보를 연고로 하는 보스니아 헤르체고비나의 축구 클럽이다. 현재는 보스니아 헤르체고비나 연방 1부 리그에 참가하고 있다.

## 성적
- 보스니아 헤르체고비나컵 우승 1회 (2014-15)
- 보스니아 헤르체고비나 연방 1부 리그 우승 1회 (2009), 준우승 (2003)